# Mistral (train)
Pour les articles homonymes, voir Mistral.
Le Mistral était un train rapide devenu Trans-Europ-Express de la SNCF assurant la liaison Paris-Nice de 1950 jusqu'en 1982, quelques mois après la mise en service du TGV Sud-Est en 1981. Dans la numérotation des trains de la SNCF, il portait le numéro 1 dans le sens Paris – Nice et le numéro 2 dans le sens Nice – Paris.

## Histoire
C’est en mai 1950 que fut créé le Mistral. À cette époque, le parcours de Marseille à Nice et inversement était assuré par un autorail Bugatti, et ce jusqu’en octobre 1952, année où le Mistral relia Paris à Nice sans changement.
L'électrification de ligne de Paris à Marseille s'effectua progressivement pour atteindre Lyon en 1952, puis Marseille en 1962, ligne où la traction du Mistral était assurée par des 241 P. L'électrification de la voie ferrée de Marseille à Nice fut effective en 1969. Sur cette dernière ligne, la traction du Mistral était confiée aux 141 R fuel les plus perfectionnées de la série, ornées sur l'avant de la plaque MISTRAL. Elle fut ensuite reprise par des locomotives Diesel BB 67000, ce dès l'intégration du train au moderne réseau TEE en 1965, et en attendant l'électrification totale de la ligne de la Côte d'Azur.
Le dernier TEE Mistral quitta la gare de Paris-Lyon tracté par la CC 6572 le 26 septembre 1981, quelques jours après la mise en service du premier tronçon de la LGV Sud-Est, le 22 septembre 1981, mais le train, devenu un « rapide » banal, continua de circuler jusqu'au 22 mai 1982, avec l'ajout de quelques voitures Corail de 2ème classe.

## Arrêts
En 1978, les arrêts du Mistral étaient les suivants :
- Paris Gare de Lyon
- Dijon Ville
- Lyon Perrache
- Valence
- Avignon
- Marseille Saint-Charles
- Toulon
- Saint-Raphaël Valescure
- Cannes
- Antibes
- Nice

Paris - Marseille est parcouru en 6h39 et Paris – Nice en 9h08.

## Parcours et matériel

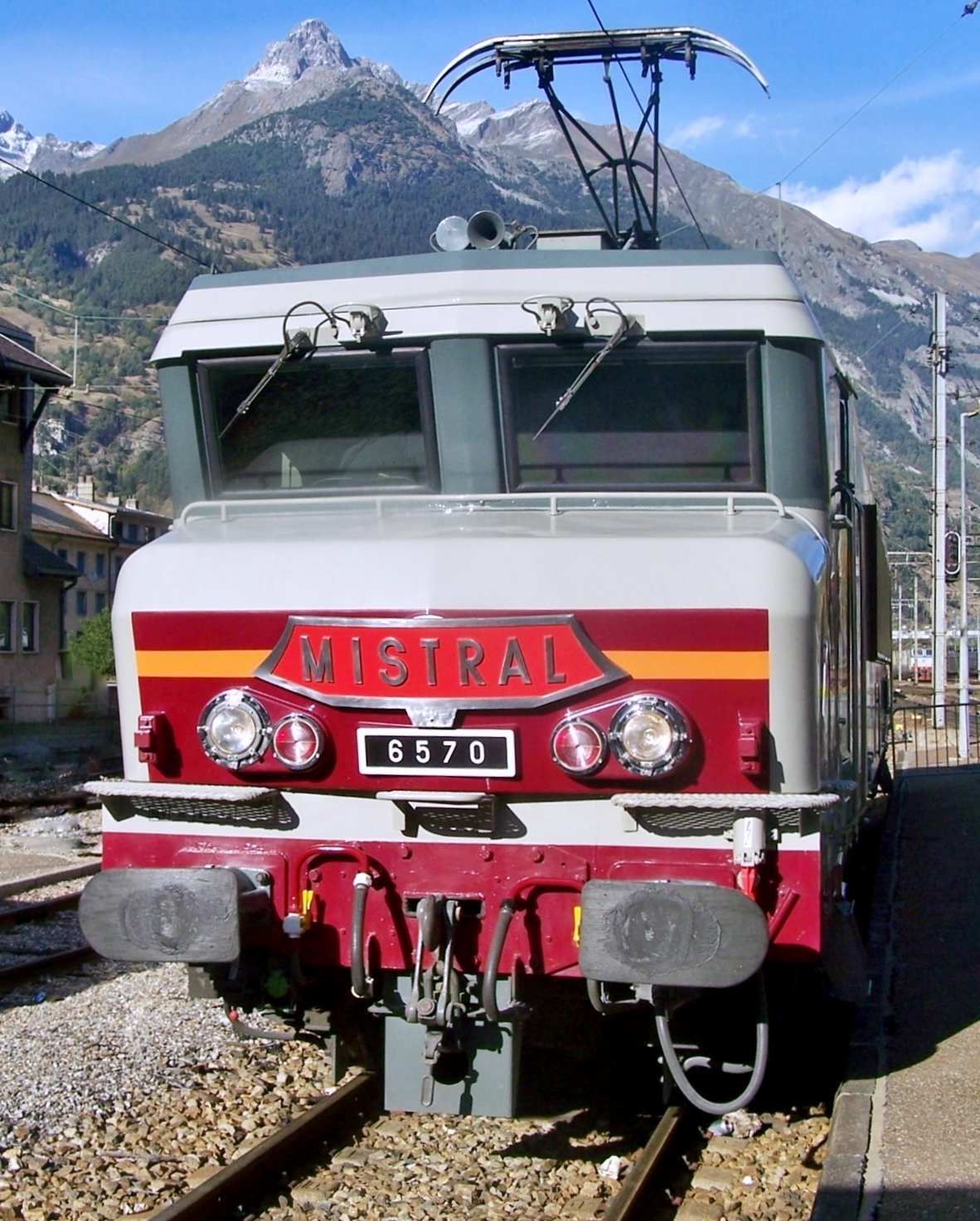
La CC 6570, préservée et à laquelle a été ajoutée la plaque « Mistral » à l'occasion d'une sortie à Modane (Savoie) en 2007.

À partir de la fin des années 1960, il effectuait cette liaison (1 088 km) en 9 heures avec une vitesse maximale de 160 km/h. Doté d'un matériel luxueux dès 1956 (premières voitures climatisées circulant en France, alimentées par un fourgon-générateur), il bénéficia d'un tout nouveau matériel, encore plus prestigieux, à partir de 1969. Il fut intégré au réseau Trans-Europ-Express de 1965 à 1981. Fin 1981, par adjonction de voitures Corail de deuxième classe, il devint un rapide ordinaire, jusqu'à sa suppression complète en 1982. Un projet de remplacement par du matériel TGV, exclusivement de première classe, fut régulièrement évoqué sans jamais voir le jour. Le Mistral est ainsi entré dans la liste des trains de légende disparus.
Ce train reçut rapidement des voitures spécifiques, uniquement de première classe. Le convoi du Mistral 1956 se composait d'un fourgon générateur, d'une voiture CIWL PULLMAN "Côte d'Azur", d'une voiture CIWL "Restaurant" climatisée et de voitures DEV Inox modifiées dites « Mistral 56 » appuyées d'une seconde voiture CIWL "Restaurant" non climatisée sur la tranche Paris-Lyon. Puis, ce train étant destiné à une clientèle très exigeante, des voitures TEE Inox dites « Mistral 69 » apparurent en février 1969 avec de nouveaux bogies apportant plus de confort. Ces voitures étaient également dotées des plus puissants freins du moment, à commande électrique et électropneumatique qui permettaient au train de rouler en pleine sécurité à 160 km/h. Ce train apporta des innovations comme les portes à fermeture automatique, les portes semi-automatiques entre les voitures, des stores réglables par commande électrique, une voiture-restaurant à sièges individuels, une voiture-bar d'un nouveau type, avec boutique, petite galerie d'art mais aussi un service de secrétariat, la présence d'hôtesses et même un salon de coiffure. La décoration était signée Paul Arzens.
Ce train représentait alors ce que la SNCF pouvait offrir de mieux et fut longtemps considéré comme un des plus beaux trains au monde. Ses voitures étaient remorquées par des locomotives 231 H, 241 P, 141 R, 2D2 9100, CC 7100, BB 67000, BB 9200, BB 25200 puis CC 6500 avec sur la face avant, la plaque rouge du train Mistral. Des BB 22200 ont également tracté le Mistral. 
Des voitures similaires, mais sans les services exclusifs du Mistral, seront, entre autres, utilisées sur la liaison Paris – Bruxelles – Amsterdam (TEE PBA) et sur le TEE Cisalpin entre Paris, Milan et Venise.

## Cinéma
Un film a été tourné en 1956 sur le sujet par André Périé de la Section centrale cinématographique de la SNCF.
En 1968, dans le célèbre film de François Truffaut, La mariée était en noir, Jeanne Moreau monte à bord du Mistral.
La voiture-bar du Mistral, avec sa boutique de luxe et une des hôtesses, a également illustré la pochette du disque 33 tours Le Mistral de l'Orchestre Teddy Moore (PRESIDENT KVP 229).

## Sort de l'ancien matériel
Une rame composée de matériel Mistral 56, adaptée à la voie métrique africaine, équipe toujours le train direct hebdomadaire Dakar – Bamako. 
Vendu d'occasion aux Chemins de fer cubains, du matériel Mistral 69 assura jusqu'en 2019 l'express de prestige La Havane – Santiago, surnommé « Le train français ».
En 2022, quatre voitures ex-Mistral ont sillonné la France pour faire la promotion de la Coupe du monde de rugby France 2023. C'est une utilisation de ces voitures dans le cadre du train expo de la SNCF.

## Modélisme ferroviaire
Un coffret en HO de la marque Gégé sort en 1975.
Un coffret en HO de la marque Jouef sort en 1977.